# Teoría de Cannon-Bard
La teoría de Cannon-Bard es una explicación científica de la fisiología de la emoción.
En la búsqueda de una explicación para la biopsicología de la emoción, Walter Cannon propuso una serie de supuestos que superaban la hasta entonces vigente teoría de James-Lange. Sus ideas fueron recogidas por su discípulo Philip Bard, quien las amplió y difundió.
Según esta teoría los estímulos emocionales tienen dos efectos excitatorios independientes: provocan tanto el sentimiento de la emoción en el cerebro, como la expresión de la emoción en los sistemas nerviosos autónomo y somático. Es decir, tanto la emoción como la reacción ante un estímulo serían simultáneas.
La teoría de James-Lange proponía que primero venían las reacciones fisiológicas y luego las emociones, la de Cannon-Bard superaba esta idea acercándose a lo que hoy en día se piensa que es, más allá de la simultaneidad, una interacción entre estos mecanismos.
Cannon y Bard creían que los estímulos externos procesados por el tálamo se dirigían hacia la corteza cerebral y hacia el hipotálamo. El hipotálamo, a su vez, envía información a los músculos, a los órganos del cuerpo y a la corteza.
La acción recíproca de la información de la corteza sobre lo que es el estímulo y sobre su significación emocional tiene como consecuencia la experiencia consciente de la emoción (sentimientos). Según esta teoría, las respuestas emocionales y los sentimientos ocurren al mismo tiempo.